# 封延之
封 延之（ほう えんし、487年 - 540年）は、中国の北魏末から東魏にかけての軍人。字は祖業。本貫は渤海郡蓨県。封隆之の弟。

## 経歴
封回の子として生まれた。正光末年、員外散騎侍郎を初任とした。永安2年（529年）、仮の征虜将軍となり、渤海郡事を代行した。永安3年（530年）、中堅将軍・散騎侍郎の位を受けた。中興元年（531年）、高歓の下で大行台右丞となり、平南将軍・済州刺史に任じられた。太昌元年（532年）、征東将軍・大丞相司馬に任じられた。永熙2年（533年）、衛大将軍・左光禄大夫となり、郟城県子に封じられた。天平元年（534年）、都督として婁昭の下で樊子鵠を討ち、乱が平定されると、青州刺史に任じられた。延之は利殖を好み、青州において多くの賄賂を受け取った。後に晋州事を代行した。天平4年（537年）、高歓が沙苑の戦いで敗戦すると、延之は晋州を放棄して北に逃れた。高歓は激怒して、同罪の者はみな死んだが、延之ひとり死を免かれた。興和2年（540年）6月24日、晋陽で死去した。享年は54。使持節・都督冀殷瀛三州諸軍事・驃騎大将軍・尚書左僕射・司徒・冀州刺史の位を追贈された。諡は文恭といった。541年10月23日、広楽郷新安里に葬られた。

## 妻子

### 妻
- 崔長暉（505年 - 587年、崔輔の長女）[6]

### 子
- 封孝纂（後嗣）[1][2][3]
- 封孝源
- 封孝緒[6]

### 女
- 長女（盧景柔の妻）
- 次女（李仁舒の妻）
- 三女（祖長雄の妻）
- 四女（崔叔胤の妻）[6]

## 封氏墓群
1948年、河北省景県で封氏家族墓群が発掘され、封延之と封延之の妻の崔長暉の墓誌が発見された。

## 伝記資料
- 『北斉書』巻21 列伝第13
- 『北史』巻24 列伝第12
- 魏故侍中司徒尚書左僕射封公墓誌銘（封延之墓誌）
- 封氏崔夫人墓誌銘（崔長暉墓誌）